# تراث شعبي هندي

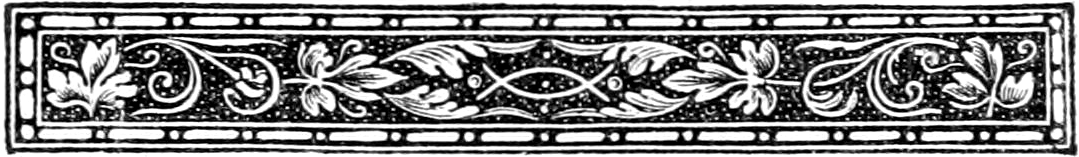
نقوش مستخدمة في القصص الهندية الخيالية.

التراث الشعبي الهندي (بالإنجليزية: The folklore of India)‏ ويشتمل على فلكلور الهند كدولة وعلى شبه القارة الهندية.
شبه القارة الهندية تحوي الكثير من المجموعات الإثنية واللغوية والدينية، وعلى هذا يصعب تحديد فلكلور الهندي كوحدة واحدة.